# DEAR...again
「DEAR...again」（ディア・アゲイン）は、日本の女性歌手、広瀬香美の8枚目のシングル。

## 解説
- 1996年11月11日にビクターエンタテインメントよりリリースされた。
- 「アルペン」CMソング。
- 1996年に広瀬自身が発売した唯一の作品（内田有紀などへの楽曲提供はあった）。
- 前作「ゲレンデがとけるほど恋したい」同様にロングヒットとなり、売上33.7万枚を記録し、自身シングルでは7番目の売上。
- 3rdアルバム『SUCCESS STORY』収録曲「Dear」を元に、歌詞変更などの改変を行ったリメイク作品。
- バージョン違いの「Ver.2.05」がある。これは元々6thアルバム『welcome-muzik』（1997年2月5日リリース）に収録するアルバムバージョンとして作られたが、後のベストアルバムや着うた配信等では「Ver.2.05」が収録・採用される事が多い。ちなみに"2.05"という数字は、初めて収録されたアルバム『welcome-muzik』の発売日（2月5日）からとったもので、「シングルバージョンは元曲の"Dear"から見て1→2のメジャーバージョンアップで、そこからさらに歌い方を変えたり間奏に英語詞を加えるなどの細かい変更を加えた0.05のマイナーバージョンアップ」という意味もある[要出典]（本人談[いつ?]）。

## 収録曲
作詞・作曲：広瀬香美　編曲：広瀬香美・本間昭光
1. DEAR...again
2. みなさんのおかげです
3. DEAR...again（オリジナル・カラオケ）

## 収録アルバム
- SUCCESS STORY (#1、原曲)
- welcome-muzik (#1、Ver.2.05)
- 広瀬香美 THE BEST "Love Winters" (#1、Ver.2.05)
- Alpen Best Kohmi Hirose (#1、Ver.2.05)
- タイアップコレクション〜広瀬香美のテレビで聴いたあの曲達〜 (#1、Ver.2.05)
- SINGLE COLLECTION (#1)
- THE BEST "1992-2018" + "雪"Setlist Non-Stop Mix (#1、Ver.2.05)
- WINTER TOUR 2020 "SING" + Live at Blue Note Tokyo (#1)
- 歌ってみた 歌われてみた (#1、Chayとのコラボレーションによる新録)

## カバー
| リリース       | アーティスト | 収録作品                                                  |
| -------------- | ------------ | --------------------------------------------------------- |
| 2008年12月3日  | 川中美幸     | カバーアルバム「エンカのチカラ -SONG IS LOVE 80's&90's-」 |
| 2014年11月26日 | Ms.OOJA      | カバーアルバム「WOMAN 2 〜Love Song Covers〜」            |
| 2014年12月10日 | 川畑要       | カバーアルバム「ON THE WAY HOME」                         |